# Poecilochroa golan
Poecilochroa golan är en spindelart som beskrevs av Levy 1999. Poecilochroa golan ingår i släktet Poecilochroa och familjen plattbuksspindlar.
Artens utbredningsområde är Israel. Inga underarter finns listade i Catalogue of Life.